# Ludányhalászi

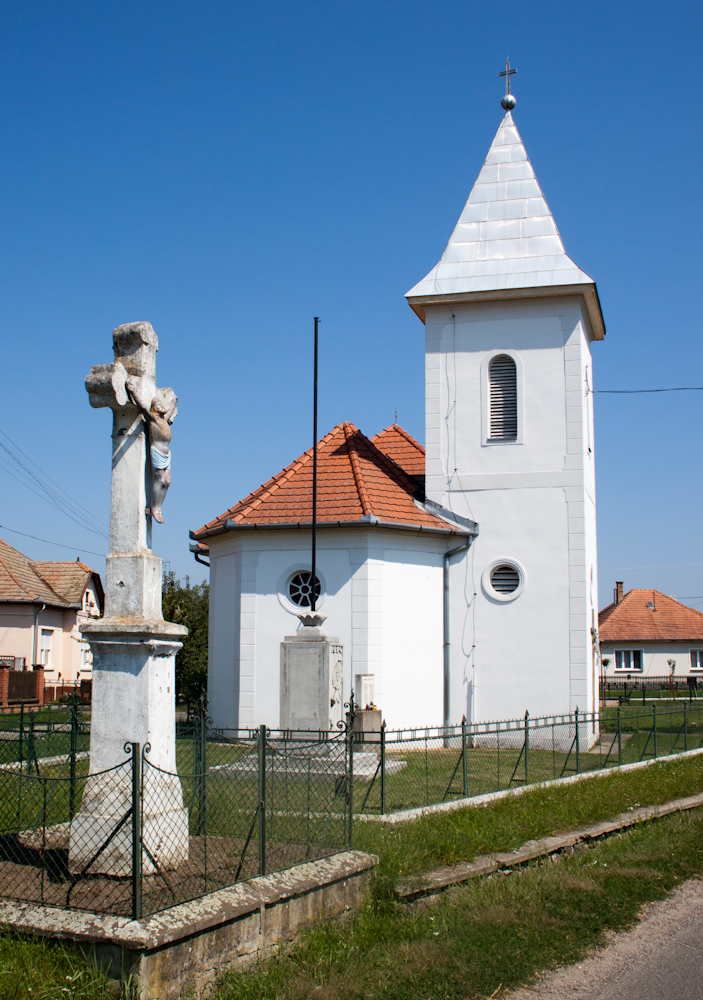
Miasszonyunk templom a barokk kőkereszttel

Ludányhalászi (szlovákul: Ludany-Halásovce) 1948-ban kialakított, és akkor átmenetileg Szécsényhalászinak nevezett község Nógrád vármegyében, a Szécsényi járásban.

## Fekvése
Ludányhalászi Budapesttől mintegy 90 kilométerre, Nógrád vármegye északi szegletében, az Ipoly folyó teraszán helyezkedik el. Az Ipoly völgye ma is az érintetlen természet jegyeit viseli magán. A falu a folyó széles völgyének szélére, árvízmentes magaslatra épült. Ezzel együtt a tavaszi áradások jótékony hatása érezhető kiváló minőségű rétjének üdeségében, valamint a falut körülvevő tórendszer vízutánpótlásában. Ludányhalászi a Novohrad-Nógrád UNESCO Globális Geopark települése.
A világörökség részeként megismert Hollókő látnivalóit és az Európa diplomás ipolytarnóci ősleleteket összekötő közlekedési út vonalán, a 2205-ös út mentén – Szécsény várostól 5 kilométerre – találunk rá a közel 5 kilométeres hosszúságban elnyúló falura.
Megközelíthető Budapest irányából a 2-es, majd a 22-es főút érintésével, Hatvan felől a 21-es, majd ugyancsak a 22-es főúton; a megyeszékhely, Salgótarján felől a 22-es főútról Endrefalva után letérve, a 2207-es úton érhető el. Déli határszélét érinti még a Szécsény-Pöstyénypusztát kiszolgáló és a Katalin hídig vezető 22 105-ös számú mellékút is.
A településen átvezet a 78-as számú Aszód–Balassagyarmat–Ipolytarnóc-vasútvonal, a község vasúti megállóhelye a központ keleti részén helyezkedik el, közúti megközelítését a 2205-ös útból kiágazó 22 306-os út biztosítja.
A szomszédos települések dél felől Szécsény, észak felől Nógrádszakál, kelet felől Szécsényfelfalu, nyugat felől, az Ipoly túlpartján pedig Csalár; utóbbi kettővel nincs közvetlen közúti kapcsolata.

## Története
Több kis település fuzionálásával jött létre Ludányhalászi. A történelem IV. Béla óta őriz emléket a később összevont településekről.

### Településrészei
HalásziHalászi a Balassák őseinek birtoka volt 1250 körül. 1500-ban török terület, 1700-ban pedig Ráday-birtok volt. 1800-ban a Gyürky és a Pejacsevich grófok az urai. A halászi lakosok 1802-ben egy barokk jellegű kőkeresztet állítanak a falu központjában. 1820-ban feljegyzik: „a falut körülvevő tó halban, de főleg csukában bővelkedik”
Nógrádludány, LudányNógrádludány (Nógrád-Ludány) 1898-ban jött létre Alsóludány és Felsőludány egyesítésével, majd nevét 1906-ban Ludányra változtatták, amit 1948-ig megőrzött.
Itt is a Balassák ősei az urak 1250 körül. 1301-ben már a meglévő Szentlélek templomról és plébánia házról írnak. Ez a templom 1688-ban már romos és 1760-1761-ben építik újjá. A települést 1820-ban Alsóludány és Felsőludányként emlegeti a történelem. Alsóludány Ráday, Felsőludány Balassa birtok. A Vármegyék Monográfiája így jegyzi: „Ludány 1934-ben Magyar kis község, körjegyzői székhellyel, postája, távírója, vasút állomása, Volent Lajosnak pedig gőzmalma van.” Az 1900-as évek elején kezdett kiépülni a falu Horka elnevezésű településrésze.
HorkaAz Ipoly áradásaitól nem veszélyeztetett magaslaton létesült. Kezdetben gazdasági épületek, vagy gazdaságot működtető zsellérek nyári, majd állandó lakhelye. Később a község fejlődésének vonzó színterévé vált. Szívesen építettek itt a fiatalok korszerű családi házakat. Ma Horka a legfiatalabb falurész, teljes közműellátással.
1948-ban az említett települések Ludányhalászi (rövid ideig Szécsényhalászi) néven egyesültek.

## Közélete

### Polgármesterei
- 1990–1994: Szigeti László (független)[5]
- 1994–1998: Szigeti László (független)[6]
- 1998–2002: Szigeti László (független)[7]
- 2002–2006: Szigeti László (független)[8]
- 2006–2010: Kovács Imre (független)[9]
- 2010–2014: Kovács Imre (független)[10]
- 2014–2019: Kovács Imre (független)[11]
- 2019–2024: Kovács Imre (független)[12]
- 2024– : Kovács Imre (független)[1]

## Népesség
A település népességének változása:
| Lakosok száma | 1496 | 1493 | 1463 | 1381 | 1409 | 1417 | 1425 |
|               | 2013 | 2014 | 2015 | 2021 | 2022 | 2023 | 2024 |

2001-ben a település lakosságának 97%-a magyar, 3%-a cigány nemzetiségűnek vallotta magát.
A 2011-es népszámlálás során a lakosok 93%-a magyarnak, 13,8% cigánynak, 0,3% németnek, 0,3% szlováknak mondta magát (7% nem nyilatkozott; a kettős identitások miatt a végösszeg nagyobb lehet 100%-nál). A vallási megoszlás a következő volt: római katolikus 74,1%, református 0,7%, evangélikus 0,6%, görögkatolikus 0,2%, felekezeten kívüli 6,4% (17,2% nem nyilatkozott).
2022-ben a lakosság 75,6%-a vallotta magát magyarnak, 9,7% cigánynak, 0,5% németnek, 0,2% szlováknak, 0,1-0,1% románnak, ruszinnak, szerbnek és lengyelnek, 1,4% egyéb, nem hazai nemzetiségűnek (24,4% nem nyilatkozott; a kettős identitások miatt a végösszeg nagyobb lehet 100%-nál). Vallásuk szerint 48,4% volt római katolikus, 0,9% református, 0,5% evangélikus, 2,2% egyéb keresztény, 0,9% egyéb katolikus, 6,5% felekezeten kívüli (40,6% nem válaszolt).

## Nevezetességei

### Vizek
A község vizekben gazdag település. A falu alatt mintegy 800 méterre folyik az Ipoly, mely a községnek és az országnak is határfolyója. Az Ipoly mellett hatalmas öntésterület van, melynek szerepe meghatározó az itt élő állatvilág élőhelye szempontjából.
Megélénkül itt az élet a madár-vonulások során. Honos itt a fekete gólya, a vetési lúd is előfordul. Élőhelye ez a terület a vadrécének, szárcsának, nádirigónak, valamint számtalan vízi és parti madárnak. Olykor még jégmadarak is előfordulnak a vizek mentén. A ragadozó madarak közül meg kell említeni a karvalyokat, ölyveket, rétihéját. A sok vizes élőhelynek köszönhetően a fehér gólyák kedvenc fészkelőhelye községünk. Egy-egy szezonban 10-15 gólyafészeknek is vannak lakói. Költeni rendszeresen visszajárnak és van olyan év, hogy kétszer is költenek.
Az Öreg-tóban és partján ritka növényeket is megismerhetünk, és egy vidracsalád is él itt a halak bánatára.

#### Horgászat
Az északi horgászvizek jelentős horgászegyesülete működik a 30 hektáros Pontyos-tó, valamint a 2,6 hektáros Kis-tó vizein. Ezek a tavak a környék horgászainak igen kedvelt horgászvizei. A víz tiszta, a hal jóízű, a fogás gyakori, a vendégeket pedig szívesen látja az egyesület.
A tó partján horgászbolt és büfé szolgálja a horgászokat és vendégeiket.

#### Csónakázás
A romantikát és a természetet kedvelők igénybe vehetik a csónakkölcsönző szolgáltatását az Öreg-tó vizén, ahol gyönyörködhetnek a háborítatlan természet szépségeiben. A szabadidő park területén kialakított szabadtéri tűzrakó helyek, padok, asztalok és a játszótér biztosítják a pihenést, kikapcsolódást.

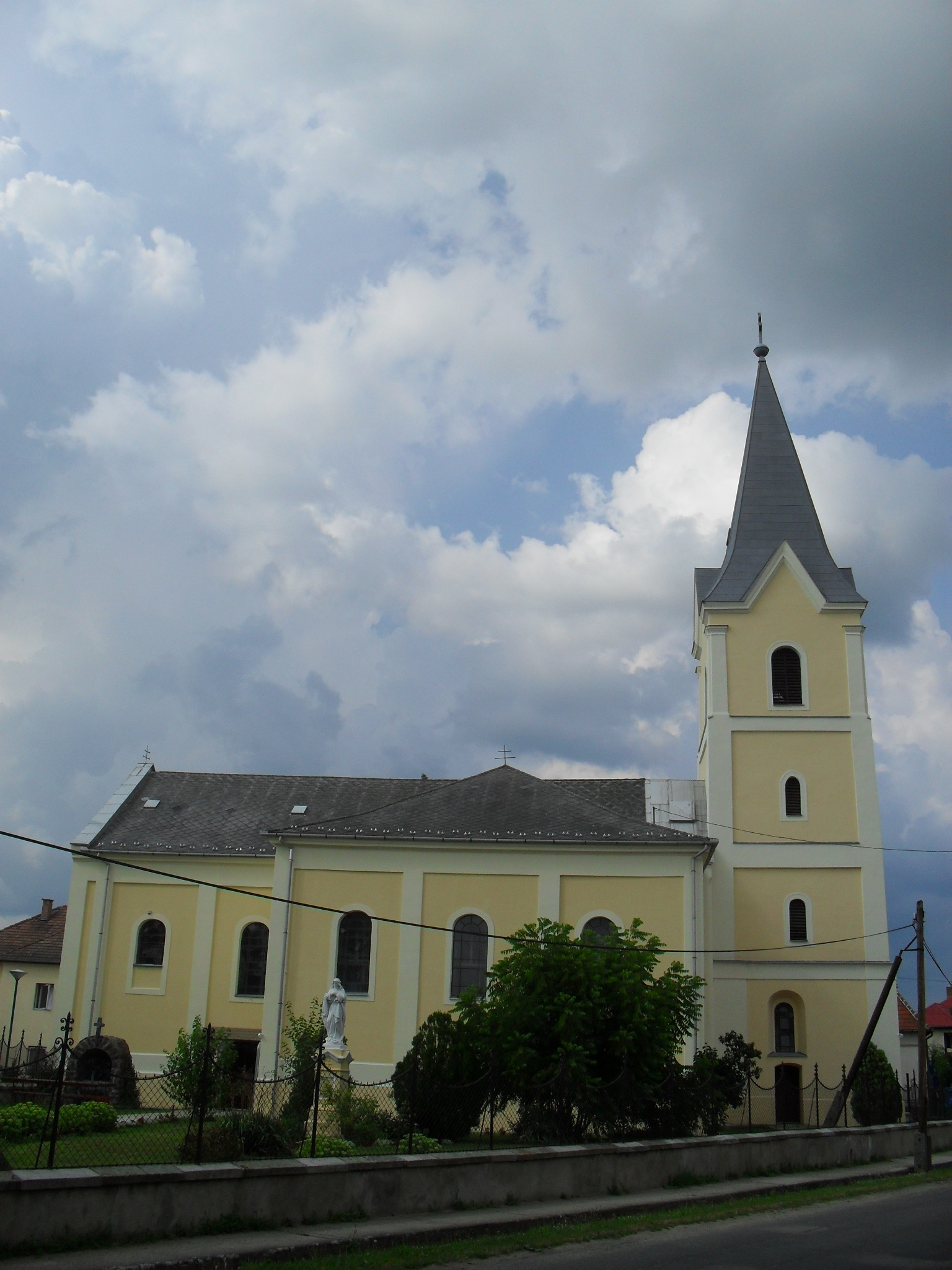
Szent András római katolikus templom

### A Nagytemplom
1301 előtt épült, mert ekkor már, mint meglévőt említi a történelem. A Pápai tizedjegyzék 1332-1337-ben plébánia és a templom működését említi. 1889-ben a templompusztító tűzvészben leégett és ezt követően teljesen átalakítják. Védőszentje Szent András apostol lesz.
KülsejeVaskos homlokzati középtorony. A második emeleten félköríves ablakok, csúcsív, óra, párkány, új gúlasisak. A kórus felé a régi hajórészen két-két ablak. A kórusrésznél az oldalfalakon egy-egy ajtó.
BelsejeEredetileg a torony alja volt a szentély. Ma ez a sekrestye. Keresztboltozatos és három boltíves. A szentély fiókos cseh süvegboltozású. A szentély felőli régi két barokk boltívet áttörték és két mellékhajót építettek hozzá. Ívnyílásos falazott orgonakarzatot építettek és mögötte félemelet magasságban helyezték el az orgonát.
A főoltár tabernákuluma egyszerű barokk. Mellette egy-egy térdelő angyal szobor. Az oltár Mária szobra új. Az átépítés során még a régi, főhajóban egy-egy mellékoltárt is építettek.

### A Ráday-kastély
Építését Ráday Pál 1700-ban kezdte.

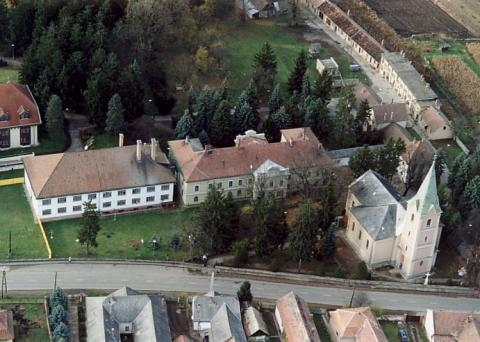
Ráday-kastély a templommal

Ráday középbirtokos nemes volt, művelt személy. Több nyelven beszélt kifogástalanul. 23 évesen lett Nógrád vármegye jegyzője. 1703-ban Rákóczi hűségére áll, belső titkára lesz. 1707-től az erdélyi kancellária igazgatója.
Az épület egyemeletes klasszicista lakóház, főhomlokzaton középrizalittal, 5+3+5 tengellyel.
Az épület a történelem során különböző intézmények foglalták el. Volt kolostor, Szövosz-iskola, szeretetház, napjainkban pedig szociális otthon. 50 hektáros kertje védett terület a Bükki Nemzeti Park felügyelete alatt. A kastély és kertje engedéllyel látogatható.

### A „tiroli ház”
Nevét nem építészeti stílusáról kapta, hanem csodálatos virágkoszorúiról, melyek kora tavasztól késő őszig illatoznak. Csak muskátliból 28–féle van. Az embernagyságú datúrák négy színben pompáznak szimpla és teljes virággal.

### A falu további épített emlékei még…
…az 1802-ben épült barokk jellegű kőkereszt, a szintén barokk jellegű plébániaház, valamint a halászi kápolnaiskola és a háborús hősi emlékművek.
Sajnos a régi népi építészet remekei közül ma nincs mivel büszkélkedjen a falu, mivel a régi palóc házakat átalakították, nem gondolva az építészeti emlékek megőrzésére.